# Voodoo Child: The Jimi Hendrix Collection
Voodoo Child: The Jimi Hendrix Collection kompilacijski je album američkog rock glazbenika Jimja Hendrixa, objavljen 2001. godine od diskografske kuće MCA Records.

## O albumu
Materijal se sastoji od studijski alternativnih snimki, prethodno neobjavljenih i nedostupnih pjesama. Album je objavljen kao dvostruko CD izdanje. Prvi disk sadrži studijske dok se na drugom nalaze uživo snimke. Kompilaciju prati knjižica od 20 stranica na kojoj se nalaze životopisni eseji, povijesne fotografije te zabilješke sa snimanja. Snimanje koje je trajalo od 22. studenog 1966. do 19. listopada 1970. u svojim je zabilješkama pratio Kurt Loder.
Studijske snimke sadrže besprijekoran zvuk, a najviše se ističe izbor pjesama koje su gotovo sve Hendrixove najveće uspješnice. Neke od alternativnih verzija pjesama su "Highway Chile", "All Along the Watchtower", "Stone Free" i "Spanish Castle Magic", sve prethodno objavljene na raznim izdanjima. Rijetke snimke su "Isabella" i "Stepping Stone", sastava Band of Gypsys.
Na drugom disku naglašeni su Hendrixovi uživo nastupi koji uključuju nekoliko vrlo bitnih trenutaka u njegovoj glazbenoj karijeri, kao što je njegovo sviranje gitare u pjesmi "Wild Thing" na Monterey Pop Festivalu. Također tu je i njegov neponovljivi solo u pjesmi "Star Spangled Banner", kojeg je odsvirao na Woodstock festivalu.

## Popis pjesama
Sve pjesme napisao je Jimi Hendrix, osim gdje je to drugačije naznačeno.
| 1.  | »Purple Haze«                                     |               | 2:50 |
| 2.  | »Hey Joe«                                         | Billy Roberts | 3:30 |
| 3.  | »The Wind Cries Mary«                             |               | 3:20 |
| 4.  | »Fire«                                            |               | 2:43 |
| 5.  | »Highway Chile« (alternativna verzija)            |               | 3:39 |
| 6.  | »Are You Experienced?«                            |               | 4:14 |
| 7.  | »Burning of the Midnight Lamp«                    |               | 3:39 |
| 8.  | »Little Wing«                                     |               | 2:24 |
| 9.  | »All Along the Watchtower« (alternativna verzija) | Bob Dylan     | 3:59 |
| 10. | »Crosstown Traffic«                               |               | 2:12 |
| 11. | »Voodoo Child (Slight Return)«                    |               | 5:12 |
| 12. | »Spanish Castle Magic« (alternativna verzija)     |               | 5:48 |
| 13. | »Stone Free« (alternativna verzija)               |               | 3:43 |
| 14. | »Izabella«                                        |               | 2:46 |
| 15. | »Stepping Stone«                                  |               | 4:07 |
| 16. | »Angel«                                           |               | 4:21 |
| 17. | »Dolly Dagger«                                    |               | 4:44 |
| 18. | »Hey Baby (New Rising Sun)«                       |               | 6:04 |

| 1.  | »Fire«                     |                                        | 3:33  |
| 2.  | »Hey Joe«                  | Roberts                                | 6:46  |
| 3.  | »I Don't Live Today«       |                                        | 6:45  |
| 4.  | »Hear My Train A Comin'«   |                                        | 11:00 |
| 5.  | »Foxey Lady«               |                                        | 4:25  |
| 6.  | »Machine Gun«              |                                        | 11:36 |
| 7.  | »Johnny B. Goode«          | Chuck Berry                            | 4:45  |
| 8.  | »Red House«                |                                        | 8:00  |
| 9.  | »Freedom«                  |                                        | 4:06  |
| 10. | »Purple Haze«              |                                        | 3:55  |
| 11. | »The Star Spangled Banner« | Francis Scott Key, John Stafford Smith | 3:43  |
| 12. | »Wild Thing«               | Chip Taylor                            | 7:41  |

## Izvođači
- Jimi Hendrix - vokal, električna gitara, kazoo, glockenspiel
- Buddy Miles - bubnjevi
- Juma Sultan -udaraljke
- Arthur Allen, Ghetto Fighters, Noel Redding, Andy Fairweather Low, Roger Chapman, The Sweet Inspirations - prateći vokali

### Produkcija
- Producenti - Janie Hendrix, John McDermott
- Tehničari - Dave Siddle, Eddie Kramer, George Chkiantz
- Miks - Eddie Kramer, John Jansen
- Fotografija - Jim Marshall, Robert Knight, Chuck Boyd

## Vanjske poveznice
- Discogs - recenzija albuma